# Kassel Huskies/Saisonübersichten
Dieser Artikel dient der Darstellung von Saisonübersichten der Kassel Huskies, für die im Hauptartikel nur wenig Platz ist.

## Saisonübersichten

### Statistik der ESG Kassel
| Liga                | Vorrunde | Sp | S | U | N | Tore  | Punkte | Relegation | Sp | S | U | N | Tore | Punkte |
| ------------------- | -------- | -- | - | - | - | ----- | ------ | ---------- | -- | - | - | - | ---- | ------ |
| Regionalliga (West) | 5. Platz | 10 | 2 | 1 | 7 | 33:62 | 5:15   | –          | –  | – | – | – | –    | –      |

| Tor:          | Volker Ortstadt                                                                                                  |
| Verteidigung: | Jürgen „Eddy“ Michel, Gerd Heinrich, Danny Coutu, Michael Unverzagt, Axel Almeroth, Mike Artelt                  |
| Sturm:        | Daschke, Freddy Daubertshäuser, Franz Kapr, Peter Kapr, Josef Resch, Helmut Langsdorf, Rolf Spohr, Wilfried Vogt |
| Trainer:      | Danny Coutu |

| Liga                | Vorrunde | Sp | S | U | N | Tore  | Punkte | Relegation | Sp | S | U | N | Tore | Punkte |
| ------------------- | -------- | -- | - | - | - | ----- | ------ | ---------- | -- | - | - | - | ---- | ------ |
| Regionalliga (West) | 5. Platz | 14 | 6 | 0 | 8 | 86:87 | 12:16  | –          | –  | – | – | – | –    | –      |

| Tor:          | Volker Ortstadt, Keck, Hermann Müller |
| Verteidigung: | Artur Berwald, Jürgen „Eddy“ Michel, Gerd Heinrich, Michael Unverzagt, Joachim Ferstel, Axel Almeroth, Mike Artelt, Thomas                                                          |
| Sturm:        | Danny Coutu, Ronald Hennecke, Leonid Bunkowski, Gary Hoag, Josef Resch, Freddy Daubertshäuser, Eduard Haaf, Helmut Langsdorf, Lutze, Rolf Spohr, Strasser, Wilfried Vogt, Eric Wolf |
| Trainer:      | Danny Coutu |

| Liga                | Vorrunde | Sp | S | U | N | Tore   | Punkte | Aufstiegsrunde | Sp | S | U | N | Tore  | Punkte |
| ------------------- | -------- | -- | - | - | - | ------ | ------ | -------------- | -- | - | - | - | ----- | ------ |
| Regionalliga (West) | 1. Platz | 10 | 9 | 0 | 1 | 143:13 | 18:2   | 3. Platz       | 10 | 4 | 2 | 4 | 42:38 | 10:10  |

| Tor:          | Volker Ortstadt, Bernhard Schurian, Ralf Eichler |
| Verteidigung: | Artur Berwald, Jürgen „Eddy“ Michel, Gerd Heinrich, Joachim Ferstel, „Zattek“ Engelhardt, Axel Almeroth, Mike Artelt |
| Sturm:        | Josef Resch, Danny Coutu, Leonid Bunkowski, Gary Hoag, Michael Unverzagt, Rolf Spohr, Martin Resch, Eduard Haaf, Oliver Nierich, Klaus Umsonst, Jochen „Pauli“ Götz, Michael Feuerstein, Freddy Daubertshäuser, Wilfried Vogt |
| Trainer:      | Danny Coutu |

Die Oberliga-Saison 1980/81 war für Kassel die erste Spielzeit der Drittklassigkeit seit der Vereinsgründung. In dieser Liga schaffte es die „ESG“ direkt in die Aufstiegsrunde zur 2. Bundesliga.
| Liga            | Vorrunde                    | Sp    | S  | U | N  | Tore          | Punkte      | Aufstiegsrunde | Sp | S | U | N | Tore  | Punkte |
| --------------- | --------------------------- | ----- | -- | - | -- | ------------- | ----------- | -------------- | -- | - | - | - | ----- | ------ |
| Oberliga (Nord) | 5. Platz (VR) 3. Platz (ZR) | 22 14 | 11 | 1 | 10 | 119:117 85:75 | 23:21 15:13 | 4. Platz       | 6  | 1 | 0 | 5 | 34:54 | 2:10   |

| Tor:          | Klaus Weiß; Hermann Müller; Bernhard Schurian |
| Verteidigung: | Jürgen Michel; Ronald Löggow; Axel Almeroth; Thomas Fauerbach; Oliver Nierich; Arthur Berwald; Michael Artelt |
| Sturm:        | Danny Coutu; Michael Umbach; Leonid Bunkowski; Turney Clark; Matthias Fritsch; Horst Unverzagt; Martin Resch; Frank Hoffmann; Joachim Ferstl; Eric Konecki; Claus Umsonst; Josef Resch; Eduard Haaf; Shane Tarves; Busch; Erwin Forster |
| Trainer:      | Jaromir Hudek |

Im Jahre 1981/82 bestritten die jeweils ersten fünf Mannschaften aus der Oberliga Nord-West und Süd eine Zwischenrunde. In dieser konnten sich die Mannschaften dann für die Aufstiegsrunde qualifizieren.
Die „ESG“ schaffte bereits in der zweiten Spielzeit in der Oberliga den sportlichen Aufstieg in die 2. Bundesliga. Aufgrund der zu schwachen wirtschaftlichen Lage konnte der Aufstieg jedoch nicht wahrgenommen werden.
| Liga                 | Vorrunde                    | Sp    | S     | U   | N   | Tore           | Punkte     | Aufstiegsrunde | Sp | S | U | N | Tore  | Punkte |
| -------------------- | --------------------------- | ----- | ----- | --- | --- | -------------- | ---------- | -------------- | -- | - | - | - | ----- | ------ |
| Oberliga (Nord-West) | 3. Platz (VR) 2. Platz (ZR) | 20 30 | 15 21 | 2 3 | 3 6 | 179:82 248:128 | 32:8 45:15 | 2. Platz       | 8  | 5 | 1 | 2 | 57:39 | 11:5   |

| Tor:          | Ralf Eichler |
| Verteidigung: | Erwin Forster • Peter Gehrmann • Rauno Saarnio; Rick Williams; Thomas Fauerbach; Oliver Nierich; Uwe Fischer; Uwe Casselmann; Mike Artelt |
| Sturm:        | Peter Kouba • Peter Olejnik • Harald Lemanczyk • Hans-J. Köstler; Shane Tarves; Meinke Fröhlich; Christian Spreigl; Christian Goerigk; Leonid Bunkowski; Martin Resch; Josef Resch; Arthur Berwald; Michael Umbach; Jones; Michael Wanner; Matthias Fritsch; Hans Nominikat |
| Trainer:      | Anton Waldmann |

Nach der Vorrunde der Oberliga spielten der Erstplatzierte der Oberliga Nord-West gegen den Erstplatzierten der Oberliga Süd um die Oberligameisterschaft. Die ESG Kassel verlor die Spiele gegen den SV Bayreuth (6:10, 7:18), stieg jedoch ungeachtet dessen durch die erfolgreiche Aufstiegsrunde in die 2. Bundesliga auf.
| Liga                 | Vorrunde | Sp | S  | U | N | Tore    | Punkte | Aufstiegsrunde | Sp | S | U | N | Tore  | Punkte |
| -------------------- | -------- | -- | -- | - | - | ------- | ------ | -------------- | -- | - | - | - | ----- | ------ |
| Oberliga (Nord-West) | 1. Platz | 36 | 27 | 2 | 7 | 333:163 | 56:16  | 5. Platz       | 10 | 3 | 0 | 7 | 46:66 | 6:14   |

| Tor:          | Ralf Eichler; Klaus Weiß |
| Verteidigung: | Erwin Forster; Oliver Nierich; Uwe Casselmann; Herbert Heinrich; Andreas Kohl; Mike Artelt |
| Sturm:        | Peter Kouba • Michael Wanner; Shane Tarves; Meinke Fröhlich; Christian Spreigl; Michael Umbach; Gary Cummins; Gerhard Graf; Matthias Fritsch; Hans Nominikat; Martin Ebel; Reinhold Degenhart |
| Trainer:      | Jorma Siitarinen |

| Liga                 | Vorrunde | Sp | S  | U | N  | Tore    | Punkte | Relegation | Sp | S  | U | N | Tore   | Punkte |
| -------------------- | -------- | -- | -- | - | -- | ------- | ------ | ---------- | -- | -- | - | - | ------ | ------ |
| 2. Bundesliga (Nord) | 7. Platz | 32 | 11 | 3 | 18 | 130:185 | 25:39  | 1. Platz   | 18 | 17 | 1 | 0 | 217:52 | 35:1   |

| Tor:          | Frank Blanke • Norbert Scholz • Ralf Eichler; Detlef Franke |
| Verteidigung: | Thomas Baureiss • Uwe Casselmann • Uwe Fabig • Erwin Forster • Herbert Heinrich • Richard Jarocki • Christoph Schoedl; Mike Artelt |
| Sturm:        | Martin Bartezko • Gary Cummins • Martin Gebel • Anton Hager • Andreas Jochinke • Peter Kouba • Krzystof Kruczek • Dušan Slanina • Christian Spreigl • Shane Tarves; Oliver Nierich; Franz Hager; Andreas Jochinke; Richard Jarocki; Becker |
| Trainer:      | Jaromir Frycer |

| Liga                 | Vorrunde | Sp | S  | U | N  | Tore    | Punkte | Relegation | Sp | S  | U | N | Tore   | Punkte |
| -------------------- | -------- | -- | -- | - | -- | ------- | ------ | ---------- | -- | -- | - | - | ------ | ------ |
| 2. Bundesliga (Nord) | 6. Platz | 42 | 14 | 8 | 20 | 185:200 | 36:48  | 1. Platz   | 18 | 16 | 1 | 1 | 185:41 | 33:3   |

| Tor:          | Ralf Eichler • Udo Ficker • Jiri Novak |
| Verteidigung: | Stefan Ackermann • Erwin Forster • Herbert Heinrich • Richard Jarocki • Hannu Koivunen • Oliver Nierich • Christoph Schoedl                                                    |
| Sturm:        | Martin Bartezko • Gary Cummins • Martin Gebel • Anton Hager • Peter Kouba • Krzystof Kruczek • Dave O’Brien • Dušan Slanina • Christian Spreigl • Shane Tarves • Peter Trzecak |
| Trainer:      | Jaromir Frycer • Tore Hedwall |

| Liga                 | Vorrunde | Sp | S  | U | N  | Tore    | Punkte | Aufstiegsrunde | Sp | S | U | N | Tore  | Punkte |
| -------------------- | -------- | -- | -- | - | -- | ------- | ------ | -------------- | -- | - | - | - | ----- | ------ |
| 2. Bundesliga (Nord) | 3. Platz | 45 | 27 | 8 | 10 | 250:169 | 62:28  | 5. Platz       | 18 | 9 | 4 | 5 | 96:71 | 22:14  |

| Tor:          | Jiri Novak • Ralf Eichler • Udo Ficker |
| Verteidigung: | Stefan Ackermann • Miroslav Dvorak • Udo Feigl • Erwin Forster • Herbert Heinrich • Hannu Koivunen • Roman Rybin                                                 |
| Sturm:        | Mathias Kolodziejczak • Petr Kopta • Don Langlois • Michael Major • Dave O’Brien • Dušan Slanina • Shane Tarves • Peter Trzeczak • Peter Roedger • Harald Wimmer |
| Trainer:      | Tore Hedwall |

| Liga                 | Vorrunde | Sp | S  | U | N  | Tore    | Punkte | Aufstiegsrunde | Sp | S | U | N | Tore   | Punkte |
| -------------------- | -------- | -- | -- | - | -- | ------- | ------ | -------------- | -- | - | - | - | ------ | ------ |
| 2. Bundesliga (Nord) | 2. Platz | 40 | 23 | 6 | 11 | 212:172 | 52:28  | 7. Platz       | 18 | 8 | 1 | 9 | 87:108 | 17:19  |

| Tor:          | Jiri Novak • Ralf Eichler • Udo Ficker |
| Verteidigung: | Miroslav Dvorak • Udo Feigl • Erwin Forster • Herbert Heinrich • Hannu Koivunen • Josef Preuß • Daniel Prokop • Roman Rybin • Eric Thurston |
| Sturm:        | Adam Brown • Boris Capla • Frederik Caroll • Mathias Kolodziejczak • Petr Kopta • Ralf Kubiak • Don Langlois • Michael Major • Karsten Neumann • Dave O’Brien • Günther Preuß • Pavel Prokes • Peter Roedger • Dušan Slanina • Shane Tarves • Peter Trzeczak |
| Trainer:      | Tore Hedwall |

### Statistik des EC Kassel
Der neugegründete EC Kassel zog sich trotz des guten Abschneidens in der Vorrunde und der Teilnahme an der Aufstiegsrunde zur 1. Bundesliga aus der 2. Bundesliga zurück. Aufgrund der wirtschaftlich schlechten Lage stieg der Verein in die Oberliga ab.
| Liga                 | Vorrunde | Sp | S  | U | N  | Tore    | Punkte | Aufstiegsrunde | Sp | S | U | N | Tore   | Punkte |
| -------------------- | -------- | -- | -- | - | -- | ------- | ------ | -------------- | -- | - | - | - | ------ | ------ |
| 2. Bundesliga (Nord) | 3. Platz | 36 | 24 | 2 | 10 | 268:151 | 50:22  | 6. Platz       | 18 | 8 | 3 | 7 | 104:98 | 19:17  |

| Tor:          | Ralf Eichler • Toni Thiel • Udo Ficker |
| Verteidigung: | Mario Feigl • John Glynne • Daniel Lammel • Jason Meyer • Josef Preuß • Eric Thurston • Matthias Wurtinger                                                       |
| Sturm:        | Adam Brown • Matthias Kolodziejczak • Ralf Kubiak • Douglas Morton • Dave O’Brien • Harry Pflügl • Günther Preuß • Peter Roedger • Shane Tarves • Elias Vorlicek |
| Trainer:      | Tore Hedwall |

| Liga            | Vorrunde | Sp | S  | U | N  | Tore    | Punkte | Aufstiegsrunde | Sp | S | U | N  | Tore   | Punkte |
| --------------- | -------- | -- | -- | - | -- | ------- | ------ | -------------- | -- | - | - | -- | ------ | ------ |
| Oberliga (Nord) | 4. Platz | 32 | 16 | 6 | 10 | 237:200 | 38:26  | 9. Platz       | 16 | 1 | 2 | 13 | 57:124 | 4:28   |

| Tor:          | Andreas Böth • Ralf Eichler • Udo Ficker • Andreas Grzesica |
| Verteidigung: | Mario Feigl • Mike Gillespie • Ralf Meise |
| Sturm:        | Rainmund Apel • Artur Berwald • Matthias Fritsch • Matthias Kolodziejczak • Freddy Krupinski • Ralf Kubiak • Carsten Lehnhard • Andreas Nocon • Aaron Nosky • Miloslaw Mago • Sascha Schardt • Peter Schuster • Tim Schnobrich • Thomas Schwarz • Jürgen Storz • Shane Tarves |
| Trainer:      | Richard Piechutta |

| Liga            | Vorrunde | Sp | S  | U | N | Tore    | Punkte | Aufstiegsrunde | Sp | S  | U | N | Tore  | Punkte |
| --------------- | -------- | -- | -- | - | - | ------- | ------ | -------------- | -- | -- | - | - | ----- | ------ |
| Oberliga (Nord) | 3. Platz | 36 | 24 | 4 | 8 | 224:145 | 52:20  | 6. Platz       | 18 | 10 | 0 | 8 | 96:96 | 20:16  |

| Tor:          | Andreas Böth • Josef Kontny • Bernd Wiegmann |
| Verteidigung: | Mario Feigl • Daniel Lammel • Ralf Meise • Peter Roedger • Lars Tabert • Eric Thurston |
| Sturm:        | Rainmund Apel • Artur Berwald • Willi Brand • Matthias Fritsch • Matthias Kolodziejczak • Ralf Kubiak • Carsten Lehnhard • Michael Major • Sascha Schardt • Tim Schnobrich • Shane Tarves • Thomas Schwarz • Henry Thom |
| Trainer:      | Peter Roedger (Spielertrainer) |

| Liga                 | Vorrunde | Sp | S  | U | N  | Tore    | Punkte | Relegation | Sp | S  | U | N | Tore   | Punkte |
| -------------------- | -------- | -- | -- | - | -- | ------- | ------ | ---------- | -- | -- | - | - | ------ | ------ |
| 2. Bundesliga (Nord) | 6. Platz | 32 | 14 | 2 | 16 | 155:171 | 30:34  | 1. Platz   | 18 | 12 | 2 | 4 | 119:67 | 26:10  |

| Tor:          | Andreas Böth • Thomas Dahlem • Josef Kontny |
| Verteidigung: | Mario Feigl • Wladimir Kolzow • Daniel Lammel • Peter Roedger • Ludwig Synowiec • Lars Tabert |
| Sturm:        | Rainmund Apel • Ulrich Egen • Anton Hager • Ralf Hartfuß • Jörg Hiemer • Matthias Kolodziejczak • Ralf Kubiak • Michael Major • Jacek Olender • Viktor Patschkalin • Tomas Pokorny • Tim Schnobrich • Shane Tarves • Henry Thom |
| Trainer:      | Sergej Nikolajew |

In der Saison 1991/92 wurden nur die ersten 16 Spiele zweigleisig ausgetragen. Anschließend bestritten die jeweils besten fünf Mannschaften aus der Nord- und Süd-Liga weitere 18 Spiele in einer oberen Zwischenrunde. Die dortigen besten acht Mannschaften nahmen an der Aufstiegsrunde zur 1. Bundesliga teil.
| Liga                 | Vorrunde                    | Sp    | S     | U   | N   | Tore         | Punkte     | Aufstiegsrunde | Sp | S | U | N | Tore  | Punkte |
| -------------------- | --------------------------- | ----- | ----- | --- | --- | ------------ | ---------- | -------------- | -- | - | - | - | ----- | ------ |
| 2. Bundesliga (Nord) | 1. Platz (VR) 1. Platz (ZR) | 16 18 | 13 11 | 1 4 | 2 3 | 110:59 96:67 | 27:5 26:10 | 7. Platz       | 14 | 4 | 2 | 8 | 53:65 | 10:18  |

| Tor:          | Thomas Dahlem • Josef Kontny • Norbert Scholz |
| Verteidigung: | Georg Güttler • Daniel Lammel • Vladimir Macholda • Milan Mokros • George Pesut • Peter Roedger • Ludwig Synowiec                                                                                        |
| Sturm:        | Stefan Bäcker • Garth Bannatyne • Jan Baron • Ulrich Egen • Anton Hager • Ralf Hartfuß • Brian Hills • Peter Holdschik • Ralf Kubiak • Tomasz Mieszkowski • Dave Morrison • Tomas Pokorny • Shane Tarves |
| Trainer:      | Jerzy Potz |

Seit der Saison 1992/93 wird auch in der 2. Bundesliga der Aufstieg nach der Vorrunde über die Play-offs entschieden und, wie bereits in den 1970er Jahren, eingleisig ausgetragen. Dies wurde von der 1. Bundesliga übernommen, in der die Play-offs schon in der Saison 1982/83 eingeführt worden waren.
| Liga          | Vorrunde | Sp | S  | U | N  | Tore    | Punkte | Play-offs                                     |
| ------------- | -------- | -- | -- | - | -- | ------- | ------ | --------------------------------------------- |
| 2. Bundesliga | 5. Platz | 44 | 23 | 7 | 14 | 228:156 | 53:35  | Viertelfinale: 2:3-Spiele gegen ES Weißwasser |

| Tor:          | Josef Kontny • Norbert Scholz |
| Verteidigung: | Reinhard Fengler • Georg Güttler • Daniel Lammel • Vladimir Macholda • Murray McIntosh • Milan Mokros • George Pesut |
| Sturm:        | Garth Bannatyne • Jan Baron • Brad Belland • Christian Brittig • Ulrich Egen • Anton Hager • Ralf Hartfuß • Brian Hills • Peter Holdschik • Ralf Kubiak • Duanne Moeser • Dave Morrison • Mario Naster • Jürgen Trattner |
| Trainer:      | Jerzy Potz |

| Liga          | Vorrunde | Sp | S  | U | N  | Tore    | Punkte | Play-offs |
| ------------- | -------- | -- | -- | - | -- | ------- | ------ | --- |
| 2. Bundesliga | 2. Platz | 48 | 25 | 7 | 16 | 213:168 | 57:39  | Viertelfinale: 3:0-Spiele gegen ES Weißwasser Halbfinale: 3:2-Spiele gegen den EHC 80 Nürnberg Finale: 1:2-Spiele gegen den Augsburger EV |

| Tor:          | Josef Kontny • Norbert Scholz |
| Verteidigung: | Helmut Elters • Reinhard Fengler • Georg Güttler • Otto Keresztes • Vladimir Macholda • Murray McIntosh • Milan Mokros • Jaroslav Mucha • George Pesut                                                                                                   |
| Sturm:        | Manfred Ahne • Garth Bannatyne • Brad Belland • Toni Brenner • Anton Hager • Brian Hannon • Ralf Hartfuß • Brian Hills • Jedrzej Kasperczyk • Ralf Kubiak • Mike Millar • Mario Naster • Christian Ott • Falk Ozellis • Ireneusz Pacula • Moritz Schmidt |
| Trainer:      | Jerzy Potz |

### Statistik der Kassel Huskies
Als Gründungsmitglied der Deutschen Eishockey Liga erreichte der Club aus Kassel zum ersten Mal in der Vereinsgeschichte die höchste deutsche Spielklasse im Eishockey. Die „Huskies“ waren zudem die beste Mannschaft der Zweitliga-Teams, welche mit in die DEL einzogen.
In den ersten beiden Spielzeiten der DEL begannen die Play-offs bereits im Achtelfinale und involvierte somit die ersten 16 von insgesamt 18 Mannschaften.
| Liga | Vorrunde | Sp | S  | U | NnV | N  | Tore    | Punkte | Play-offs                                                                                          |
| ---- | -------- | -- | -- | - | --- | -- | ------- | ------ | -------------------------------------------------------------------------------------------------- |
| DEL  | 7. Platz | 44 | 22 | 4 | 1   | 17 | 145:138 | 48     | Achtelfinale: 4:1-Spiele gegen die Frankfurt Lions Viertelfinale: 0:4-Spiele gegen den EV Landshut |

| Tor:          | Andreas Böth • Gerhard Hegen • Josef Kontny • Markus Nachtmann |
| Verteidigung: | Jamie Bartman • Teja Dambon • Alexander Engel • Georg Güttler • Murray McIntosh • Milan Mokros • Jaroslav Mucha • Sergej Wikulow                                                                 |
| Sturm:        | Manfred Ahne • Tino Boos • Vitali Grossmann • Brian Hannon • Greg Johnston • Jedrzej Kasperczyk • Piotr Kwasigroch • Mike Millar • Dave Morrison • Mario Naster • Falk Ozellis • Ireneusz Pacula |
| Trainer:      | Ross Yates |

Auch die zweite Spielzeit in der DEL war für den Club aus Kassel überraschend erfolgreich. Kassel beendete – wie im Vorjahr – die Vorrunde auf Platz 5 und trat in der ersten Play-off-Runde erneut auf den Erzrivalen aus Frankfurt.
| Liga | Vorrunde | Sp | S  | U  | NnV | N  | Tore    | Punkte | Play-offs |
| ---- | -------- | -- | -- | -- | --- | -- | ------- | ------ | --- |
| DEL  | 9. Platz | 50 | 19 | 12 | 2   | 17 | 149:148 | 52     | Achtelfinale: 3:0-Spiele gegen die Frankfurt Lions Viertelfinale: 2:3-Spiele gegen die Preussen Devils Berlin |

| Tor:          | Andreas Böth • Pavel Cagas • Gerhard Hegen • Josef Kontny |
| Verteidigung: | Alexander Engel • Georg Güttler • Greg Johnston • Murray McIntosh • Milan Mokros • Jaroslav Mucha • Venci Sebek • Alexander Wedl |
| Sturm:        | Tino Boos • Bruce Eakin • Greg Evtushevski • Vitali Grossmann • Branjo Heisig • Jedrzej Kasperczyk • Anton Krinner • Piotr Kwasigroch • Daniel Larin • Mike Millar • Dave Morrison • Falk Ozellis • Ireneusz Pacula • Igor Varitsky |
| Trainer:      | Ross Yates (bis November 1995) • Hans Zach (ab November 1995) |

Im Jahre 1997 feierten die „Schlittenhunde“ ihren bisher größten Erfolg. Sie schnitten sowohl in der Vorrunde als auch in der Endrunde so gut wie bisher nie zuvor ab.
In der Liga wurde zudem ein neuer Modus eingeführt. In diesem Jahr bestand die Vorrunde aus zwei Phasen. Die erste Phase beschreibt die ersten 28 Spiele, welche in einer Einfachrunde gespielt wurden. Die ersten sechs Plätze entschieden in einer weiteren Meisterrunde die Endplatzierung der Vorrunde und qualifizierten sich zudem direkt für die Play-offs.
Die restlichen Mannschaften, darunter auch die Kassel Huskies, entschieden in einer weiteren Einfachrunde die Qualifikation für die Play-offs. Die ersten beiden Plätze durften direkt an den Play-offs teilnahmen, die restlichen Teams traten in einer weiteren Qualifikation (den sogenannten „Pre-Play-offs“) im Best-of-Five-Modus gegeneinander an. Die Sieger dieser Pre-Play-offs durften letztendlich auch in die Play-offs einziehen.
| Liga | Vorrunde          | Sp    | S     | U   | NnV | N     | Tore            | Punkte | Play-offs |
| ---- | ----------------- | ----- | ----- | --- | --- | ----- | --------------- | ------ | --- |
| DEL  | 4. Platz 3. Platz | 30 50 | 18 27 | 2 4 | 1   | 10 19 | 121:102 190:167 | 39 59  | Viertelfinale: 3:0-Spiele gegen die Starbulls Rosenheim Halbfinale: 3:1-Spiele gegen die Eisbären Berlin Finale: 0:3-Spiele gegen die Adler Mannheim |

| Tor:          | Josef Kontny (1) • Pavel Cagaš (29) • Jonas Eriksson (70) |
| Verteidigung: | Venci Sebek (4) • Alexander Engel (6) • Greg Johnston (7) • Alexander Wedl (8) • Dave Morrison (10) • Milan Mokroš (39) • Jouni Vento (66) • Roger Öhman (67)                                                                            |
| Sturm:        | Bruce Eakin (C) (12) • Mike Millar (13) • Roger Hansson (14) • Peter Kwasigroch (19) • Branjo Heisig (20) • Jukka-Pekka Seppo (21) • Greg Evtushevski (22) • Falk Ozellis (26) • Daniel Larin (27) • Tino Boos (37) • Anton Krinner (46) |
| Trainer:      | Gerhard Brunner (Chef-Trainer) |

Auch in diesem Jahr bestand die Vorrunde – wie im Jahr zuvor – aus zwei Phasen. Diesmal erreichte Kassel jedoch nicht direkt die Meisterrunde, sondern spielte um die Qualifikation für die Play-offs. In den Pre-Play-offs schieden sie allerdings bereits aus.
| Liga | Vorrunde           | Sp    | S     | U   | NnV | N     | Tore          | Punkte | Play-offs                                            |
| ---- | ------------------ | ----- | ----- | --- | --- | ----- | ------------- | ------ | ---------------------------------------------------- |
| DEL  | 11. Platz 4. Platz | 28 44 | 10 19 | 2 3 | 3 4 | 13 18 | 82:86 140:128 | 25 45  | Pre-Play-offs: 1:3-Spiele gegen die Krefeld Pinguine |

| Tor:          | Pavel Cagas • Claus Dalpiaz • Jonas Eriksson • Josef Kontny |
| Verteidigung: | Patrik Aronsson • Mark Ferner • Greg Johnston • Örjan Lindmark • Jeff MacLeod • Igor Malykhin • Evan Marble • Roger Öhmann • Jeffrey Ricciardi • Vaclav Sebek • Jouni Vento • Alexander Wedl • Doug Wood                                                                                 |
| Sturm:        | Paul Beraldo • Tino Boos • Robert Burakovsky • Paul DiPietro • Roger Dubé • Bruce Eakin • Greg Evtushevski • Paul Geddes • Roger Hansson • Brian Loney • Jeff McLean • Mike Millar • Ray Podloski • Roland Ramoser • Morgan Samuelsson • Jukka-Pekka Seppo • Rainer Suchan • Bo Svanberg |
| Trainer:      | Gerhard Brunner • Bill Lochead • Milan Mokroš |

| Liga | Vorrunde | Sp | S  | SnP | NnP | N  | Tore    | Punkte | Play-offs                        |
| ---- | -------- | -- | -- | --- | --- | -- | ------- | ------ | -------------------------------- |
| DEL  | 9. Platz | 52 | 24 | 4   | 4   | 20 | 165:145 | 84     | keine Teilnahme an den Play-offs |

| Tor:          | Paul Cohen • Josef Kontny • Chris Rogles |
| Verteidigung: | Örjan Lindmark • Jeff Macleod • Stefan Mayer • Jochen Molling • Shane Peacock • Stéphane Robitaille • Alexander Wedl |
| Sturm:        | Tobias Abstreiter • Jeff Bes • Tino Boos • Thomas Dolak • Greg Evtushevski • Brent Fedyk • Francois Guay • Roger Hansson • Daniel Kreutzer • Daniel Körber • Scott Levins • Brett Lievers • John Lilley • Nikolaus Mondt • Günther Oswald • Roland Ramoser • Jürgen Rumrich • Jukka-Pekka Seppo • Sylvain Turgeon |
| Trainer:      | Hans Zach (Chef-Trainer) • Axel Kammerer (Co-Trainer) |

| Liga | Vorrunde | Sp | S  | SnP | NnP | N  | Tore    | Punkte | Play-offs                                                                                          |
| ---- | -------- | -- | -- | --- | --- | -- | ------- | ------ | -------------------------------------------------------------------------------------------------- |
| DEL  | 4. Platz | 56 | 28 | 2   | 9   | 17 | 168:137 | 97     | Viertelfinale: 3:2-Spiele gegen die Adler Mannheim Halbfinale: 0:3-Spiele gegen die München Barons |

| Tor:          | Daniel Appel • Leonard Conti • Josef Kontny • Chris Rogles |
| Verteidigung: | David Cooper • Ivan Droppa • Örjan Lindmark • Jeff Macleod • Jochen Molling • Stéphane Robitaille • Brent Tully |
| Sturm:        | Tobias Abstreiter • Tino Boos • Thomas Daffner • Thomas Dolak • Greg Evtushevski • Brent Fedyk • Francois Guay • Roger Hansson • Benjamin Hinterstocker • Daniel Kreutzer • Scott Levins • Andreas Loth • Nikolaus Mondt • Ron Pasco • Pierre Rioux • Jürgen Rumrich • Sylvain Turgeon • Craig Woodcroft |
| Trainer:      | Hans Zach (Chef-Trainer) • Axel Kammerer (Co-Trainer) |

| Liga | Vorrunde | Sp | S  | SnP | NnP | N  | Tore    | Punkte | Play-offs                                                                                               |
| ---- | -------- | -- | -- | --- | --- | -- | ------- | ------ | --- |
| DEL  | 5. Platz | 60 | 28 | 6   | 7   | 19 | 176:156 | 103    | Viertelfinale: 3:1-Spiele gegen die Nürnberg Ice Tigers Halbfinale: 1:3-Spiele gegen die Adler Mannheim |

| Tor:          | Daniel Appel • Joachim Appel • Chris Rogles |
| Verteidigung: | Ted Crowley • Sebastian Jones • Örjan Lindmark • Jeff Macleod • Jochen Molling • Stéphane Robitaille • Brent Tully |
| Sturm:        | Tobias Abstreiter • Pascal Appel • Thomas Daffner • Francois Guay • Markus Guggemos • Roger Hansson • Henrik Hölscher • Klaus Kathan • Daniel Kreutzer • Scott Levins • Andreas Loth • Pat Mikesch • Brent Peterson • Patrice Tardif • Sylvain Turgeon |
| Trainer:      | Hans Zach (Chef-Trainer) • Axel Kammerer (Co-Trainer) |

| Liga | Vorrunde | Sp | S  | SnP | NnP | N  | Tore    | Punkte | Play-offs                                                                                               |
| ---- | -------- | -- | -- | --- | --- | -- | ------- | ------ | --- |
| DEL  | 5. Platz | 60 | 26 | 6   | 8   | 20 | 157:147 | 98     | Viertelfinale: 3:1-Spiele gegen die Nürnberg Ice Tigers Halbfinale: 0:3-Spiele gegen die Adler Mannheim |

| Tor:          | Daniel Appel • Leonid Fatikov • Ilpo Kauhanen |
| Verteidigung: | Sebastian Jones • Örjan Lindmark • Jeff Macleod • Jochen Molling • Stephan Retzer • Stéphane Robitaille • Jeff Tory • Shayne Wright |
| Sturm:        | Tobias Abstreiter • Gert Acker • Thomas Daffner • Doug Derraugh • Brian Felsner • Franz Fritzmeier • Markus Guggemos • Tom Hartogs • Benjamin Hecker • Klaus Kathan • Daniel Kreutzer • Andreas Loth • Pat Mikesch • Brent Peterson • Sven Valenti |
| Trainer:      | Hans Zach (Chef-Trainer) • Axel Kammerer (Co-Trainer) |

| Liga | Vorrunde | Sp | S  | SnP | NnP | N  | Tore    | Punkte | Play-offs                                       |
| ---- | -------- | -- | -- | --- | --- | -- | ------- | ------ | ----------------------------------------------- |
| DEL  | 7. Platz | 52 | 19 | 7   | 7   | 19 | 118:127 | 78     | Viertelfinale: 3:4-Spiele gegen die Kölner Haie |

| Tor:          | Daniel Appel • Markus Janka • Jan Münster • Rich Parent |
| Verteidigung: | Frank Appel • Lars Jansson • Örjan Lindmark • Jeff Macleod • Stephan Retzer • Stéphane Robitaille • Sebastian Schlegel • Andrej Teljukin • Shayne Wright |
| Sturm:        | Tobias Abstreiter • Gert Acker • Alexandr Cherbayev • Thomas Daffner • Doug Derraugh • Artjom Kostyrev • Jan Lipiansky • Andreas Loth • Pat Mikesch • Zdenek Nedved • Brent Peterson • Christian Retzer • Alexander Serikow • Sven Valenti • Mikael Wahlberg |
| Trainer:      | Gunnar Leidborg |

| Liga | Vorrunde  | Sp | S  | SnP | NnP | N  | Tore    | Punkte | Play-offs                        |
| ---- | --------- | -- | -- | --- | --- | -- | ------- | ------ | -------------------------------- |
| DEL  | 11. Platz | 52 | 16 | 6   | 4   | 26 | 129:166 | 64     | keine Teilnahme an den Play-offs |

| Tor:          | Daniel Appel • Joaquin Gage • Jan Münster |
| Verteidigung: | Anton Bader • Ted Crowley • Josh DeWolf • Sebastian Jones • Örjan Lindmark • Jeff Macleod • Nick Naumenko • Stephan Retzer • Stéphane Robitaille |
| Sturm:        | Tobias Abstreiter • Gert Acker • Paul Brousseau • Robert Busch • Thomas Daffner • Ted Drury • Manuel Klinge • Artjom Kostyrev • Andreas Loth • Brent Peterson • Christian Retzer • Alexander Serikow • Matthias Trattnig • Sven Valenti • Mikael Wahlberg |
| Trainer:      | Axel Kammerer (Chef-Trainer bis Januar 2004) • Rupert Meister (Co-Trainer bis Januar 2004) Mike McParland (Chef-Trainer ab Januar 2004) |

| Liga | Vorrunde  | Sp | S  | SnP | NnP | N  | Tore    | Punkte | Play-downs                                   |
| ---- | --------- | -- | -- | --- | --- | -- | ------- | ------ | -------------------------------------------- |
| DEL  | 14. Platz | 52 | 10 | 7   | 8   | 27 | 127:173 | 52     | 0:3-Spiele gegen die Grizzly Adams Wolfsburg |

| Tor:          | Christian Baader • Joaquin Gage • Michael Gundlach • Corey Hirsch • Jan Münster |
| Verteidigung: | Kirk Furey • Sebastian Jones • Christian Laflamme • Kevin Lavallée • Petr Macholda • Dean Melanson • Stephan Retzer • Nick Schultz |
| Sturm:        | Peter Abstreiter • Tobias Abstreiter • Gert Acker • Dany Bousquet • Daniel Corso • Ted Drury • David Gosselin • Mark Greig • Dominik Hammer • Alexander Heinrich • Christian Hommel • Mark Kosick • Manuel Klinge • Christian Retzer • Alexander Serikow • Brian Swanson • Martin Sychra • Sven Valenti |
| Trainer:      | Mike McParland (Chef-Trainer bis November 2004) • Fabian Dahlem (Co-Trainer bis November 2004) Milan Mokroš (Chef-Trainer ab November 2004) • Peter Ihnacak (Co-Trainer ab November 2004) |

| Liga | Vorrunde  | Sp | S  | SnP | NnP | N  | Tore    | Punkte | Play-downs                           |
| ---- | --------- | -- | -- | --- | --- | -- | ------- | ------ | ------------------------------------ |
| DEL  | 13. Platz | 52 | 15 | 5   | 3   | 29 | 137:179 | 58     | 2:3-Spiele gegen die Füchse Duisburg |

| Tor:          | Joaquin Gage • Sinisa Martinovic • Adam Ondraschek |
| Verteidigung: | Drew Bannister • Brad Burym • Dale Clarke • Danny Groulx • Justin Harney • Alexander Heinrich • Guy Lehoux • Sebastian Osterloh |
| Sturm:        | Peter Abstreiter • Tobias Abstreiter • Eric Bertrand • Steve Brulé • Adriano Carciola • Thomas Fritzmeier • Sven Gerbig • Dominik Hammer • Martin Hlinka • Manuel Klinge • Christian Kohmann • Ryan Kraft • Chris Nielsen • Alexander Serikow • Martin Sychra • Jason Ulmer • Sven Valenti • Tobias Wörle • Steffen Ziesche |
| Trainer:      | Bernhard Englbrecht (Chef-Trainer bis Januar 2006) Stéphane Richer (Chef-Trainer ab Januar 2006) • Fabian Dahlem (Co-Trainer ab Januar 2006) |

| Liga          | Vorrunde | Sp | S  | SnV | NnV | N  | Tore    | Punkte | Play-offs |
| ------------- | -------- | -- | -- | --- | --- | -- | ------- | ------ | --- |
| 2. Bundesliga | 1. Platz | 52 | 37 | 4   | 1   | 10 | 203:113 | 120    | Viertelfinale: 4:0-Spiele gegen die Eisbären Regensburg Halbfinale: 3:0-Spiele gegen den EHC München Finale: 0:3-Spiele gegen die Grizzly Adams Wolfsburg |

| Tor:          | Sebastian Elwing • Markus Hätinen • Adam Ondraschek • Maxime Ouellet |
| Verteidigung: | Drew Bannister • Brad Burym • Justin Harney • Guy Lehoux • Mike Pellegrims • Jan-Philip Priebsch • Daniel Rau |
| Sturm:        | Andreas Attenberger • Danny Beauregard • Hugo Boisvert • Adriano Carciola • Daniel Del Monte • Sven Gerbig • Andrè Haaf • Wayne Hynes • Manuel Klinge • Christian Kohmann • Ryan Kraft • Shawn McNeil • Steve Palmer • Tobias Schwab • Sven Valenti • Dominic Walsh |
| Trainer:      | Stéphane Richer (Chef-Trainer) • Fabian Dahlem (Co-Trainer) |

Im Spieljahr 2007/08 stellte die Mannschaft der Kassel Huskies mit 122 Punkten in der Vorrunde und 27 Punkten Vorsprung zum Zweitplatzierten eine beachtliche Bilanz in der zweiten Bundesliga auf. Zum Ende der Spielzeit konnten sie sich auch in den Play-offs durchsetzen, gewannen die Zweitliga-Meisterschaft und schafften den Wiederaufstieg in die Deutsche Eishockey Liga.
| Liga          | Vorrunde | Sp | S  | SnV | NnV | N | Tore    | Punkte | Play-offs |
| ------------- | -------- | -- | -- | --- | --- | - | ------- | ------ | --- |
| 2. Bundesliga | 1. Platz | 52 | 36 | 6   | 2   | 8 | 186:114 | 122    | Viertelfinale: 4:2-Spiele gegen die Eispiraten Crimmitschau Halbfinale: 3:1-Spiele gegen die SERC Wild Wings Finale: 3:2-Spiele gegen die Landshut Cannibals |

| Tor:          | Boris Rousson (1), Sebastian Elwing (25), Adam Ondraschek (29), Marek Mastič (53) |
| Verteidigung: | Vince Macri (2) • Mike Pellegrims (6) • Drew Bannister (A) (7) • René Kramer (8) • Guy Lehoux (11) • Brad Burym (22) • Daniel Rau (39) • Semen Glusanok (65) |
| Sturm:        | Manuel Klinge (9) • Hugo Boisvert (C) (12) • Mark Kosick (14) • Dylan Gyori (15) • Ryan Kraft (17) • Thorben Saggau (19) • Jacek Plachta (A) (20) • Shawn McNeil (21) • Steve Palmer (26) • Dominik Walsh (28) • Daniel Del Monte (34) • Christian Kohmann (37) • Thomas Pielmeier (51) • Sven Gerbig (81) • Michael Christ (89) |
| Trainer:      | Stéphane Richer (Chef-Trainer) • Fabian Dahlem (Co-Trainer) |

| Liga | Vorrunde  | Sp | S  | SnV | NnV | N  | Tore    | Punkte | Play-offs                        |
| ---- | --------- | -- | -- | --- | --- | -- | ------- | ------ | -------------------------------- |
| DEL  | 14. Platz | 52 | 15 | 8   | 4   | 25 | 147:171 | 65     | keine Teilnahme an den Play-offs |

| Tor:          | Sebastian Elwing • Adam Hauser • Nolan McDonald • Boris Rousson • Sebastian Staudt • Steve Themm |
| Verteidigung: | Dominic Auger • Drew Bannister • Brad Burym • Ryan Gaucher • Semen Glusanok • Alexander Heinrich • Mike Pellegrims • Bryan Schmidt • Dustin Wood |
| Sturm:        | Martin Bartek • Colin Beardsmore • Hugo Boisvert • Michael Christ • Kevin Estrada • Robert Francz • Manuel Klinge • Mark Kosick • Ryan Kraft • Alex Leavitt • Shawn McNeil • Steve Palmer • Jacek Plachta • Thorben Saggau • Philipp Schlager • Sean Tallaire |
| Trainer:      | Stéphane Richer (Chef-Trainer) • Fabian Dahlem (Co-Trainer) |

| Liga | Vorrunde  | Sp | S  | SnV | NnV | N  | Tore    | Punkte | Play-offs                        |
| ---- | --------- | -- | -- | --- | --- | -- | ------- | ------ | -------------------------------- |
| DEL  | 15. Platz | 56 | 16 | 2   | 2   | 34 | 151:253 | 56     | keine Teilnahme an den Play-offs |

| Tor:          | Adam Hauser • Stephan Ritter • Steve Themm |
| Verteidigung: | Dominic Auger • Bryan Schmidt • Mike Card •Jean-Philippe Cote •Derek Dinger •Sebastien Beisaillion •Rene Kramer •Trevor Johnson •David Danner |
| Sturm:        | Hugo Boisvert • Michael Christ • Manuel Klinge • Ryan Kraft • Alex Leavitt • Philipp Schlager • Sean Tallaire • Adriano Carciola • Josh Soares • Thomas Holzmann • Alexander Heinrich • Michael Schmerda • Derek Damon • Pierre-Luc Sleigher • Fabio Carziola |
| Trainer:      | Stéphane Richer (Chef-Trainer) • Fabian Dahlem (Co-Trainer) |

### Statistik der "neuen" Kassel Huskies
| Liga       | Vorrunde | Sp | S | SnV | NnV | N | Tore | Punkte | Meisterschaftsrunde           |
| ---------- | -------- | -- | - | --- | --- | - | ---- | ------ | ----------------------------- |
| Hessenliga |          |    |   |     |     |   |      |        | Aufnahme in die Oberliga West |

| Liga          | Vorrunde | Sp | S | SnV | NnV | N | Tore | Punkte | Meisterschaftsrunde                                        |
| ------------- | -------- | -- | - | --- | --- | - | ---- | ------ | ---------------------------------------------------------- |
| Oberliga West | 3. Platz |    |   |     |     |   |      |        | 3. Platz Oberliga West 3. Platz Oberliga Endrunde Gruppe B |

| Tor:          | Adam Ondraschek • Julian Meyer • Martin Fous • Marek Mastic |
| Verteidigung: | Niels Hilgenberg • Christian Wolff • Stephané Robitaille • Alexander Engel (jun.) • Semen Glusanok • Sven Valenti • Luca Obernesser • 86 Stefan Heinrich • Dennis Klinge • Emanuel Grund                                                                                                |
| Sturm:        | Patrick Berendt • Oliver Mizera • Patrick Schädel • 62 Florian Böhm • Michael Christ • Alexander Heinrich • Jiri Mikesz • Marc Roedger • Artjom Kostyrev • Manuel Klinge • Petr Sikora • Hans-Jochen Kalb • Vincenz Mayer • Julian Grund • Marek Vorel • Daniel Reiß • Christoph Koziol |
| Trainer:      | Jamie Bartman (bis 04/12) Uli Egen (ab 04/12) |

| Liga          | Vorrunde | Sp | S | SnV | NnV | N | Tore | Punkte | Meisterschaftsrunde                                      |
| ------------- | -------- | -- | - | --- | --- | - | ---- | ------ | -------------------------------------------------------- |
| Oberliga West | 1. Platz |    |   |     |     |   |      |        | 1. Platz Oberliga Endrunde Gruppe A Vizemeister Oberliga |

| Tor:          | Adam Ondraschek • Benjamin Finkenrath • Tobias Arndt |
| Verteidigung: | Alexander Engel (jun.) • Semen Glusanok • Stefan Heinrich • Dennis Klinge • Sven Valenti • Daniel Reiß • Daniel Willaschek • Stephan Kreuzmann • Jan Loboda |
| Sturm:        | Alexander Heinrich • Julian Grund • Patrick Schädel • Petr Sikora • Manuel Klinge • Michael Christ • Artjom Kostyrev • Florian Böhm • Patrick Berendt • Tobias Schwab • Mark Soares • Ales Kreuzer • Jan Pantkowski • Kyle Doyle • Jakub Wiecki • Brad Snetsinger • Danny Albrecht |
| Trainer:      | Uli Egen |

| Liga          | Vorrunde | Sp | S | SnV | NnV | N | Tore | Punkte | Meisterschaftsrunde                                      |
| ------------- | -------- | -- | - | --- | --- | - | ---- | ------ | -------------------------------------------------------- |
| Oberliga West | 2. Platz |    |   |     |     |   |      |        | 1. Platz Oberliga Endrunde Gruppe B Aufstieg in die DEL2 |

| Tor:          | Benjamin Finkenrath • Tobias Arndt • Kai Kristian (Kai Patrick Kristian) • Boris Ackers • Mirko Pantkowski |
| Verteidigung: | Alexander Engel (jun) • Daniel Willaschek • Sven Valenti • Alexander Heinrich • Stefan Heinrich • Semen Glusanok • Fabian Pyszynski • Gregor Stein • Marc Hemmerich • Tomas Gulda • Ryan Gaucher • Jan Pantkowski                                  |
| Sturm:        | Manuel Klinge • Michael Christ • Artjom Kostyrev • Brad Snetsinger • Danny Albrecht • Kyle Doyle • Tobias Schwab • Florian Böhm • Nils Feustel • Constantin Schneider • Branislav Pohanka • Christian Billich • Marc-Philippe Haaf • Austin Wycisk |
| Trainer:      | Ulrich Egen (bis 08/13) Czeslaw Panek/Jürgen Rumrich (ab 08/13) |

| Liga | Vorrunde | Sp | S | SnV | NnV | N | Tore | Punkte | Playoffs      |
| ---- | -------- | -- | - | --- | --- | - | ---- | ------ | ------------- |
| DEL2 | 3. Platz |    |   |     |     |   |      |        | Viertelfinale |

| Tor:          | Simon Nielsen • Köllejan Felix • Kai Kristian • Mika Järvinen • Jeff Frazee • Tobias Arndt |
| Verteidigung: | Sven Valenti • Alexander Heinrich • Eric Stephan • Marco Müller • Matt Tomassoni • Pascal Zerressen • Matthias Bergmann • Sebastian Alt • Mathias Müller                                                                                      |
| Sturm:        | Manuel Klinge • Michael Christ • Austin Wycisk • Jens Meilleur • Marco Habermann • Adriano Carciola • Crater Proft • John Zeiler • Mike Collins • Daniel Schmölz • Max Lukes • Daniel Kunce • Dominik Patocka • Conor Morrison • Peter Flache |
| Trainer:      | Rico Rossi |